# Зарубін Олександр Миколайович
Олекса́ндр Микола́йович Зару́бін (нар. 1881 — пом. початок 1920, Ростов-на-Дону) — український політичний діяч, член Української Центральної Ради, генеральний секретар пошти та зв'язку.

## Життєпис
По закінченні фізико-математичного факультету Київського університету працював викладачем. Асистент фізико-математичного факультету університету св. Володимира.
Належав до російської партії соціалістів-революціонерів, яку 1917 репрезентував в УЦР і Малій раді. Гласний київської міської думи. Навесні 1917 призначений комісаром, згодом — начальником Київської поштово-телеграфної округи. З липня 1917 — генеральний секретар пошт і телеграфу, з вересня 1917 — генеральний контролер, з 12 листопада — знову генеральний секретар пошт і телеграфу.
Не погоджуючись зі змістом IV Універсалу УЦР, подав у відставку. Потім працював  секретарем великоруських справ. 
Мешкав на вул. Караваївській, 35.
Його некролог написав В. Садовський (Громадське слово, 1920, 15 травня, № 6, с. 2).